# Trachyandra acocksii
Trachyandra acocksii är en grästrädsväxtart som beskrevs av Anna Amelia Obermeyer. Trachyandra acocksii ingår i släktet Trachyandra och familjen grästrädsväxter. Inga underarter finns listade i Catalogue of Life.